# Militarizado Partido Comunista del Perú
El Militarizado Partido Comunista del Perú (MPCP), (previamente conocido como SL-Proseguir) es una organización armada revolucionaria de ideología marxista-leninista-maoísta que opera en el Perú, específicamente en la conflictiva área del VRAEM, una zona geográfica tropical donde prolifera la producción de droga. Su líder es Víctor Quispe Palomino quién anunció su creación en junio de 2018, rompiendo así con el Partido Comunista del Perú - Sendero Luminoso.
Para el Estado peruano y algunas entidades internacionales, el MPCP es la continuación directa del Partido Comunista del Perú-Sendero Luminoso (PCP-SL), grupo de extrema izquierda que operó entre 1980 y 2000, considerado una organización terrorista por el Estado. Ideológicamente, la organización es descrita como maoísta aunque es muy diferente al SL original, ya que el MPCP tiene también influencia del etnonacionalismo andino, reservistas ultranacionalistas de las Fuerzas Armadas del Perú, además de alejarse de la postura antirreligiosa del SL. Para otras organizaciones e instituciones en el exterior, el MPCP vendría a ser solamente un grupo narcoterrorista que forma parte de la red de narcotráfico cuyo destino final es Estados Unidos.
El MPCP afirma haber roto lazos con Abimael Guzmán y el Pensamiento Gonzalo, reemplazándolo con al Pensamiento de Xi Jinping. Además, ha afirmado reconocer las acciones de Sendero Luminoso en el VRAEM como genocidio, aunque el MPCP también ha recibido acusaciones de violar los derechos humanos, entre los que se encuentran la esclavitud forzada de pobladores indígenas, reclutamiento de menores para usarlos como niños soldados y atentados terroristas contra civiles y miembros del Estado peruano.
A pesar de haber roto con el PCP-Sendero Luminoso, el MPCP se proclama como continuista de la guerra popular en el Perú dado que, como todo partido comunista de orientación maoísta, el MPCP considera a la guerra popular como el único tipo de lucha válido para derrocar el régimen capitalista y reemplazarlo por el régimen socialista.

## Estructura

### Ideología
El MPCP es denominado como maoísta y comunista, que utiliza tácticas narcoterroristas para alcanzar su objetivo que es la construcción de un Estado socialista en el Perú. En su accionar, el MPCP proclama la "Guerra Popular Democrática Prolongada Unitaria del Perú", subdividiendo sus actuar en diversas etapas siendo estas:
- Primera etapa (Del 17 de mayo de 1980 al 30 de agosto de 2008). Denominada como "Guerra Popular Democrática Agraria". Esta etapa se subdivide en:
  - Primera Fase: Inicio de la Lucha Armada (ILA), con el atentado de Chuschi, hasta la captura de Abimael Guzmán en 1992.
  - Segunda Fase: Desde la captura de Guzmán hasta la captura del "Camarada Feliciano" en 1999.
  - Tercera Fase: Desde la captura del "Camarada Feliciano" hasta el 30 de agosto de 2008, fecha donde se da inicio el denominado "Plan Excelencia 777".
- Segunda etapa (Del 30 de agosto de 2008 a la actualidad). Denominado como "Guerra Popular Democrática de Resistencia Nacional Antiimperialista principalmente yanqui", que se subdivide en:
  - Primera Fase: Del 30 de agosto de 2008 hasta el 25 de abril del 2011, fecha en que se desarrolla la denominada "II Sesión Plenaria".
  - Segunda Fase: Desde el 25 de abril de 2011 hasta la actualidad. En esta etapa se desarrollaría la denominada "III Sesión Plenaria" en febrero del 2013.

- Tercera etapa (Proyectada). Denominada como "Guerra Popular Democrática de Liberación Nacional", donde instaurarían la República Popular de la Nueva Democracia.

Es comparado con las FARC y su líder Tirofijo en Colombia, por su resiliencia en seguir manteniéndose pese a la constante caída de sus principales cabecillas. Desde el espectro de credo el grupo afirma haber abandonado la persecución política por motivos religiosos y busca un diálogo con el gobierno peruano para dejar las armas.
En marzo de 2022, el MPCP anunció públicamente su adhesión al Pensamiento Xi Jinping calificándose como militantes de los gloriosos y victoriosos Partido Comunista de China, bajo la dirección del Presidente Xi Jinping. En un mensaje de audio grabado por la camarada Vilma, miembro de alto rango del partido, llamó a los militantes del partido a apoyar a China contra "Estados Unidos y sus aliados de la OTAN durante la injusta quinta guerra mundial superimperialista" y afirmó que Xi y el Partido Comunista de China "nunca había abandonado el maoísmo".

### Organización
Waynakuna Perú expresa que el MPCP tiene ocho frentes esparcidos en todo el VRAEM y tiene proyección de expansión. Los principales frentes son: El Frente del Ene, el Frente del Mantaro y el Frente de Vizcatán, son dirigidos por Rubén Valle Rojas ("camarada Javier", abatido), Jorge Quispe Palomino ("camarada Raúl") y Víctor Quispe Palomino ("camarada José") respectivamente. El grupo cobra cupos a las bandas de narcotraficantes que trabajan en el área para la fabricación de cocaína.

## Historia

### Antecedentes
Con la captura el 12 de septiembre de 1992 de Abimael Guzmán, líder y fundador del Partido Comunista del Perú-Sendero Luminoso, se pone en marcha los "acuerdos de paz" por parte de Guzmán. Tras la revelación de los acuerdos, el PCP-SL se divide en dos: entre los que apoyaban la estrategia de Guzmán y los que consideraban a Guzmán un traidor a la lucha armada. Esta última facción se denominaría "Proseguir" o Sendero Rojo, permaneciendo en constante lucha con el Estado peruano hasta el año 1999 cuando su líder, el "Camarada Feliciano", fue capturado.

### Origen
Tras la captura del "Camarada Feliciano", los senderistas se reagruparían en torno a Víctor Quispe Palomino, "Camarada José". Esta agrupación tomaría el nombre de Ejército Popular Revolucionario (EPR)e impulsarían la creación de un Comité de Dirección del Militarizado Partido Comunista del Perú difundiendo propaganda proponiendo la reconstrucción del Partido Comunista del Perú.  Tras algunas acciones, en el año 2003, los senderistas del "Camarada José" consideraron que estaban aptos para romper la clandestinidad y realizar acciones armadas de mayor envergadura.

### Reestructuración de organización
En dicha época, el norte, la zona del Huallaga, era controlado por el "Camarada Artemio", líder de otra facción llamada Sendero Luminoso del Alto Huallaga. Mientras que en el sur, se mantuvo de facto leal a Guzmán durante los liderazgos de los "camaradas Alipio" y "Gabriel". (muertos en 2013 durante la Operación Camaleón). Ante esto, los hermanos Víctor y Jorge Quispe Palomino ("camarada José" y "camarada Raúl" respectivamente) tomaron las riendas de la organización reestructurándolo.

#### III Sesión Plenaria
En febrero de 2013, se desarrolló la denominada III Sesión Plenaria, en donde se establece la expansión de la "Guerra Popular Democrática Prolongada Unitaria" por el Perú, además de elaborar el informe de dicha sesión que sería considerado como un informe político histórico por los miembros del MPCP.

#### Apología en redes sociales
En julio de 2017, el Diario Correo publicó que, en redes sociales como Facebook, ubicó a un grupo que se hacía llamar "Militarizado Partido Comunista" y realizaba apología a la lucha armada contra el gobierno. Aunque dicho nombre ya circulaba por redes, se los consideraba pequeños focos de remanentes marginales de SL-Proseguir. La ONG Waynakuna informó que:

Este nuevo grupo terrorista reniega de Sendero Luminoso, del Movadef y del Fudepp [organizaciones neosenderistas que piden la liberación de Guzmán], incluso llama sanguinario a Abimael Guzmán. Este grupo nace de sendero luminoso, pero se aparta del mismo con el transcurso de los años.

Según Waynakuna, el MPCP reclutaría a jóvenes del VRAEM, a los cuales les paga entre 1800 y 2000 soles, y son entrenados en las llamadas «escuelas del ejército popular». La ONG describe que el grupo también hace uso de la tecnología, como las redes sociales en donde muestran su arsenal. En lo que respecta a su poder real, el MPCP cuenta con armas de combate y municiones antiaéreas. Controlan la mayoría del negocio de la droga en el VRAEM con proveedores de tierras, cultivos y fosas de maceración para la hoja de coca.

### Ruptura con el legado de Sendero Luminoso
En junio de 2018 Víctor Quispe formalmente rompió toda relación con Sendero Luminoso al nombrar a su facción en el VRAEM como el Militarizado Partido Comunista del Perú (MPCP).

#### Contacto con reservistas
En 2018 se hizo público que el MPCP mantiene contactos con la Asociación Plurinacional de Reservistas del Tawantinsuyo (Aspret) y el Ejército de Reservistas Andino Amazónico T (ERA-T), de corriente etnocacerista y etnonacionalista. Según ASPRET y ERA-T las cercanías con el grupo insurgente es para «alcanzar la paz en el VRAEM». Eddy Villarroel Medina apodado "Sacha", un exmiembro de la Fuerzas Armadas y excolaborador de Antauro Humala, fungió como portavoz del MPCP.
Víctor Quispe Palomino y Sacha hicieron oficial la alianza de sus grupos bajo el nombre de "Frente Unido Democrático Andino Revolucionario del Perú" en un vídeo realizado posiblemente en Vizcatán. Sacha fue detenido en diciembre de 2019 por la Policía Nacional del Perú antes de presentar un libro de su autoría que relataba sus conversaciones con Quispe Palomino, Sacha también era candidato por Renacimiento Unido Nacional por Lima en las elecciones parlamentarias extraordinarias de 2020. El objetivo del MPCP era hacer que Sacha le consiga adeptos para la lucha armada, pero posteriormente Sacha dejaría de apoyar al MPCP por sus actividades criminales.

### Reciente
En 2023, la presuntamente camarada Vilma, vocera del MPCP, habría mostrado su apoyo a los manifestantes durante la convulsión social en Lima. Sus manifestaciones tuvieron una repercusión menor, según el investigador social en temas de terrorismo, narcotráfico y crimen organizado, Jaime Antezana, señaló que el audio difundido «forma parte de un complot orquestado por grupos políticos de derecha» para una eventual nueva Toma de Lima.

## Actividad criminal
El MPCP es considerado el principal protector y financiador de la droga en el VRAEM, también una continuación directa de Sendero Luminoso y su accionar terrorista. Algunos atentados cometidos por el grupo son:
| Los nombres de algunos atentados recientes                                                              |
| --- |
| Atentados de Santo Domingo de Acobamba y Llochegua (2016): 11 personas (nueve militares y dos civiles). |
| Atentado de Churcampa (2017): tres muertos y un desaparecido (todos miembros de la policía)             |
| Emboscada de Anco (2018): cuatro muertos (todos miembros de la policía)                                 |
| Combate de Vizcatán del Ene (2018): seis heridos (todos militares)                                      |
| Emboscada de Vizcatán del Ene (2019): tres muertos (todos militares)                                    |
| Masacre de Huarcatán (2021): 4 muertos (todos civiles)                                                  |
| Masacre de San Miguel del Ene (2021): 16 muertos (todos civiles)                                        |

Los niños secuestrados por el MPCP son formados en «escuelas populares» como niños soldados, son denominados como "pioneritos" por los miembros de más edad, también se tiene registro de esclavitud y la creación de campos de concentración contra comunidades indígenas, una herencia directa de las políticas de represión de Sendero Luminoso en la zona.